# Lypjanka (Swenyhorodka)
Lipjanka (ukrainisch Лип'янка; russisch Лип'янка Lipjanka) ist ein Dorf im Süden der ukrainischen Oblast Tscherkassy mit etwa 1200 Einwohnern (2006).
Das Dorf liegt am Ufer des Hnylyj Towmatsch (Гнилий Товмач), einem 30 km langen Nebenfluss des Welyka Wys. Das Dorf befindet sich an der Grenze zur Oblast Kirowohrad 20 km südöstlich vom ehemaligen Rajonzentrum Schpola und etwa 100 km südwestlich vom Oblastzentrum Tscherkassy.

## Verwaltungsgliederung
Am 14. August 2018 wurde das Dorf zum Zentrum der neugegründeten Landgemeinde Lypjanka (Лип'янська сільська громада/Lypjanska silska hromada). Zu dieser zählten auch die Dörfer Kawuniwka, Maslowe und Meschyhirka, bis dahin bildete es zusammen mit dem Dorf Meschyhirka die gleichnamige Landratsgemeinde Lypjanka (Лип'янська сільська рада/Lypjanska silska rada) im Süden des Rajons Schpola. Zwischen dem 29. Mai 2017 und 14. August 2018 war sie kurzzeitig Teil der 2020 wieder aufgelösten Landgemeinde Wodjane (Водянська сільська громада/Wodjanska silska hromada).
Am 12. Juli 2019 kam noch das Dorf Netschajewe zum Gemeindegebiet, am 12. Juni 2020 dann noch weitere 8 in der untenliegenden Tabelle aufgelistete Dörfer zum Gemeindegebiet.
Am 17. Juli 2020 kam es im Zuge einer großen Rajonsreform zum Anschluss des Rajonsgebietes an den Rajon Swenyhorodka.
Folgende Orte sind neben dem Hauptort Lypjanka Teil der Gemeinde:
| Name                     | Name           | Name                              |
| ukrainisch transkribiert | ukrainisch     | russisch                          |
| ------------------------ | -------------- | --------------------------------- |
| Antoniwka                | Антонівка      | Антоновка (Antonowka)             |
| Hlynjana Balka           | Глиняна Балка  | Глиняная Балка (Glinjanaja Balka) |
| Jaroslawka               | Ярославка      | Ярославка                         |
| Kawuniwka                | Кавунівка      | Кавуновка (Kawunowka)             |
| Kosatschany              | Козачани       | Казачаны (Kasatschany)            |
| Korotyne                 | Коротине       | Коротино (Korotino)               |
| Maslowe                  | Маслове        | Маслово (Maslowo)                 |
| Meschyhirka              | Межигірка      | Межигорка (Meschigorka)           |
| Netschajewe              | Нечаєве        | Нечаево (Netschajewo)             |
| Nowa Jaroslawka          | Нова Ярославка | Межигорка (Meschigorka)           |
| Wesselyj Kut             | Веселий Кут    | Весёлый Кут (Wessjoly Kut)        |
| Wytjasewe                | Витязеве       | Витязево (Witjasewo)              |

## Persönlichkeiten
- Iwan Hontschar, (1911–1993); ukrainischer Volkskünstler und Ethnograph